# Ding Yi
Ding Yi (? - 220), nom estilitzat Zhengli (正礼), nadiu de Pei (en l'actualitat el Comtat Tanxi en la Província Anhui), fou un ministre del Regne de Wei durant el període dels Tres Regnes de l'antiga Xina.
Ding fou originalment promès amb la filla del seu senyor Cao Cao la Princesa Qinghe, però el segon fill de Cao Cao, Cao Pi, s'oposà al casament, dient que Ding tenia un ull malalt. Finalment, la Princesa Qinghe se casà amb Xiahou Mao en el seu lloc. Ding Yi era l'assessor més proper al quart fill de Cao Cao, Cao Zhi, i va ser conegut per ser un culte i refinat erudit. Estigué sovint tractant de persuadir a Cao Cao que Cao Zhi havia de ser successor de Wei en comptes de Cao Pi. Tanmateix, Cao Pi finalment va guanyar el favor del seu pare i es va instal·lar com el successor de Wei.
Després de la mort de Cao Cao en 220, Cao Pi usurpà el tron i posà fi a la dinastia Han de l'Est, que només existí en nom. A continuació, Ding Yi i tota la seva família van ser ajusticiats. En el Romanç dels Tres Regnes', Cao Zhi no va assistir al funeral del seu pare. Enfurismat, Cao Pi en va manar a un missatger a esbrinar la raó. Ding Yi li digué al missatger que Cao Zhi seria el nou governant en comptes de Cao Pi. Va ser assassinat després per ordre de Cao Pi.